# Lophodoris
Lophodoris G.O. Sars, 1878 è un genere di molluschi nudibranchi della famiglia Goniodorididae.

## Tassonomia
Il genere comprende due sole specie:
- Lophodoris danielsseni (Friele & Hansen, 1876)
- Lophodoris scala Er. Marcus & Ev. Marcus, 1970